# Renegade Kid
Renegade Kid é uma desenvolvedora de jogos eletrônicos de video games fundada no início de 2007 pelos veteranos da indústria Jools Watsham e Gregg Hargrove. A empresa é conhecida pelo jogo Dementium: The Ward para o Nintendo DS.

## Jogos

### Nintendo DS
- Dementium: The Ward
- Moon
- Dementium II
- ATV: Wild Ride
- Crash Landed (Cancelado pela Activision)

### Nintendo Wii
- Jogo gótico de fantasia intitulado

### Nintendo 3DS
- Mutant Mudds